# Поет
Пое́т, поетéса, поéтка —

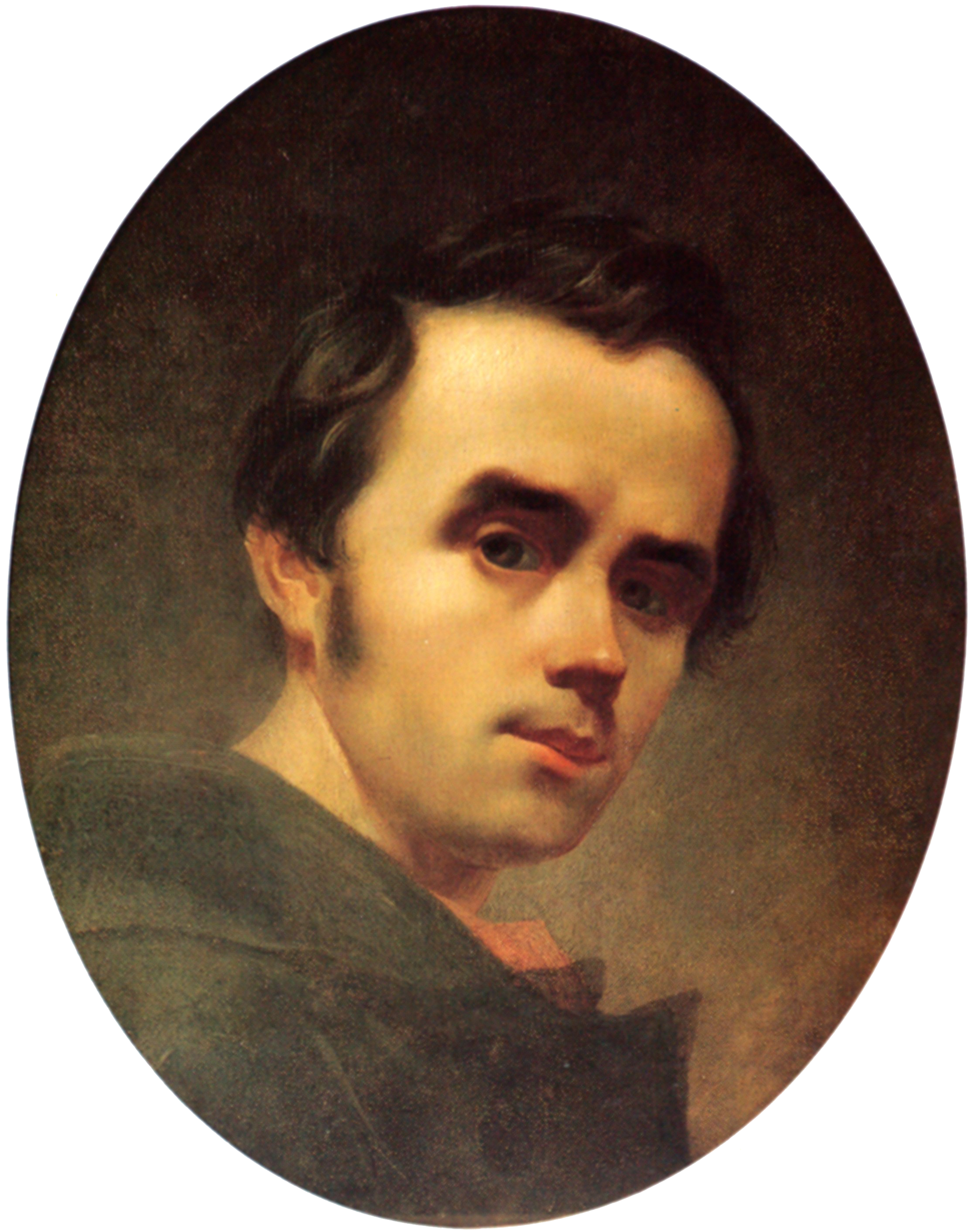
Автопортрет українського поета Тараса Шевченка

1. Людина, яка пише літературні віршовані, прозові і драматичні поетичні твори. // Художник будь-якого виду мистецтва, твори якого відзначаються поетичністю. // Той, хто оспівує, прославляє що-небудь; співець, поет-пісняр, піїт, бард, скальд, піїта, віршомаз.
2. Людина, що поетично сприймає дійсність, поетично ставиться до навколишнього світу.

Роботою поета є, по суті, спілкування, висловлювання ідей у буквальному сенсі (наприклад, повідомлення про конкретну подію чи місце), або метафорично. Поети існували з доісторичних часів майже на всіх мовах і створювали твори, які сильно відрізнялися в різних культурах і періодах. У кожній цивілізації та кожній мові поети використовували різні стилі, які змінювалися з часом, що призвело до незліченної кількості поетів, таких же різноманітних, як і література, яку вони створювали (з моменту появи систем письма).

## Історія
У Стародавньому Римі професійних поетів, як правило, підтримували меценати, заможні прихильники, включаючи знать і військових чиновників. Наприклад, Гай Цільній Меценат, друг Цезаря Августа, був важливим покровителем для поетів Августа, включаючи Горація та Верґілія. Тоді як Овідій, відомий поет, був вигнаний з Риму першим Августом.
У Високе Середньовіччя трубадури були важливою категорією поетів і походили з різних верств населення. Вони жили та подорожували в різних місцях, і на них дивилися як на акторів чи музикантів так само, як і на поетів. Вони часто перебували під патронатом, але багато з них тривало подорожували.
В епоху Відродження продовжувалося заступництво поетів королівськими особами. Багато поетів, однак, мали інші джерела доходу, включаючи італійців, таких як Да́нте Аліґ'є́рі, Джованні Боккаччо та роботи Петрарки в гільдії фармацевтів і роботи Вільяма Шекспіра в театрі.
У період романтизму і далі багато поетів були незалежними письменниками, які заробляли на життя своєю творчістю, часто доповнюваної доходом від інших занять або від родини. Серед них були такі поети, як Вільям Вордсворт і Роберт Бернз.